# Théodore Charpentier (homme politique)
Pour les articles homonymes, voir Charpentier (homonymie) et Théodore Charpentier.
Théodore Charpentier, né le 24 décembre 1812 à Étampes (Seine-et-Oise) et mort le 6 décembre 1883 à Étampes, est un homme politique français.

## Biographie
Propriétaire terrien, il est maire d’Étampes et conseiller général du canton d’Étampes. Révoqué de son poste de maire après le 24 mai 1873, il est député de Seine-et-Oise de 1876 à 1881. Il siège au centre-gauche et est l'un des 363 qui refusent la confiance au gouvernement de Broglie, le 16 mai 1877. 

## À voir aussi